# Матіас Бау Гансен
Матіас Бау Гансен (дан. Mathias Bau Hansen; нар. 3 липня 1993, Глоструп) — данський хокеїст, крайній нападник клубу Метал Ліген «Гернінг Блю-Фокс». Гравець збірної команди Данії.

## Ігрова кар'єра
Хокейну кар'єру розпочав на батьківщині 2007 року виступами за команду «Редовре Майті Буллз». У сезоні 2010–11 дебютував у Суперлізі.
На молодіжномі рівні виступав у складі «Мальме Редгокс» та «Пантерн».
Після трьох успішних сезонів у складі «Фредеріксгавн Вайт Гокс» привернув увагу скаутів з Північної Америки, погодившись на річний контракт з клубом АХЛ «Герші Берс».
9 травня 2018 року Матіас уклав дворічну угоду з клубом НХЛ «Вашингтон Кепіталс».
Через серйозну травму, яку Бау Гансен отримав у збірній Данії на чемпіонаті світу 2018 року його включили до списку гравців фарм-клубу, а після ще кількох травм у лютому 2019 року данця виключили із складу команди та дозволили повернутись на батьківщину.
16 липня 2019 року Матіас повернувся до Європи, як вільний агент підписавши контракт з австрійським клубом «Дорнбірн Буллдогс».
Наразі ж грає за клуб Метал Ліген «Гернінг Блю-Фокс».
Був гравцем молодіжної збірної Данії, у складі якої брав участь у 15 іграх. Гравець національної збірної команди Данії.

## Статистика

### Клубні виступи
| Сезон              | Клуб                      | Ліга               | Регулярний сезон | Регулярний сезон | Регулярний сезон | Регулярний сезон | Регулярний сезон | Плей-оф | Плей-оф | Плей-оф | Плей-оф | Плей-оф |
| Сезон              | Клуб                      | Ліга               | І                | Г                | П                | О                | ШХ               | І       | Г       | П       | О       | ШХ      |
| ------------------ | ------------------------- | ------------------ | ---------------- | ---------------- | ---------------- | ---------------- | ---------------- | ------- | ------- | ------- | ------- | ------- |
| 2007–08            | «Редовре Майті Буллз»     | Данія U17          | 12               | 13               | 12               | 25               | 4                | —       | —       | —       | —       | —       |
| 2008–09            | «Редовре Майті Буллз»     | Данія U17          | 11               | 16               | 4                | 20               | 35               | —       | —       | —       | —       | —       |
| 2008–09            | «Редовре Майті Буллз»     | Данія U20          | 12               | 3                | 1                | 4                | 2                | 2       | 1       | 0       | 1       | 0       |
| 2008–09            | Редовре ІК                | Данія 2            | 9                | 2                | 1                | 3                | 0                | 1       | 0       | 0       | 0       | 2       |
| 2009–10            | «Редовре Майті Буллз»     | Данія U17          | 11               | 9                | 5                | 14               | 18               | —       | —       | —       | —       | —       |
| 2009–10            | «Редовре Майті Буллз»     | Данія U20          | 19               | 10               | 12               | 22               | 16               | 5       | 2       | 0       | 2       | 2       |
| 2009–10            | Редовре ІК                | Данія 2            | 18               | 4                | 5                | 9                | 6                | —       | —       | —       | —       | —       |
| 2010–11            | «Редовре Майті Буллз»     | Данія U20          | 16               | 10               | 18               | 28               | 20               | 5       | 3       | 4       | 7       | 10      |
| 2010–11            | Редовре ІК                | Данія 2            | 30               | 17               | 12               | 29               | 136              | 15      | 11      | 8       | 19      | 34      |
| 2010–11            | «Редовре Майті Буллз»     | Суперліга          | 14               | 0                | 0                | 0                | 2                | 3       | 0       | 0       | 0       | 0       |
| 2011–12            | «Редовре Майті Буллз»     | Суперліга          | 36               | 4                | 11               | 15               | 22               | 7       | 3       | 1       | 4       | 4       |
| 2011–12            | Редовре ІК                | Данія 2            | 1                | 1                | 2                | 3                | 0                | 3       | 3       | 1       | 4       | 4       |
| 2011–12            | «Редовре Майті Буллз»     | Данія U20          | —                | —                | —                | —                | —                | 3       | 4       | 4       | 8       | 4       |
| 2012–13            | «Редовре Майті Буллз»     | Суперліга          | 23               | 5                | 7                | 12               | 45               | —       | —       | —       | —       | —       |
| 2012–13            | «Мальме Редгокс»          | J20                | 13               | 6                | 4                | 10               | 18               | 3       | 4       | 0       | 4       | 4       |
| 2013–14            | «Мальме Редгокс»          | J20                | 11               | 3                | 3                | 6                | 34               | —       | —       | —       | —       | —       |
| 2013–14            | «Пантерн»                 | Швеція 3           | 32               | 7                | 10               | 17               | 62               | 10      | 4       | 10      | 14      | 16      |
| 2014–15            | «Фредеріксгавн Вайт Гокс» | Суперліга          | 29               | 15               | 8                | 23               | 20               | 10      | 6       | 3       | 9       | 16      |
| 2015–16            | «Фредеріксгавн Вайт Гокс» | Суперліга          | 32               | 19               | 25               | 44               | 64               | 13      | 7       | 15      | 22      | 12      |
| 2016–17            | «Фредеріксгавн Вайт Гокс» | Суперліга          | 41               | 16               | 24               | 40               | 81               | 15      | 4       | 9       | 13      | 8       |
| 2017–18            | «Герші Берс»              | АХЛ                | 58               | 13               | 10               | 23               | 14               | —       | —       | —       | —       | —       |
| 2019–20            | «Дорнбірн Буллдогс»       | Австрія            | 46               | 5                | 18               | 23               | 61               | —       | —       | —       | —       | —       |
| 2020–21            | «Гернінг Блю-Фокс»        | Суперліга          | 38               | 14               | 35               | 49               | 76               | —       | —       | —       | —       | —       |
| 2021–22            | «Гернінг Блю-Фокс»        | Суперліга          | 36               | 23               | 20               | 43               | 24               | 5       | 3       | 3       | 6       | 2       |
| 2022–23            | «Гернінг Блю-Фокс»        | Суперліга          | 20               | 14               | 12               | 26               | 6                | 18      | 8       | 6       | 14      | 8       |
| 2023–24            | «Гернінг Блю-Фокс»        | Суперліга          | 46               | 16               | 32               | 48               | 39               | —       | —       | —       | —       | —       |
| Усього в Суперлізі | Усього в Суперлізі        | Усього в Суперлізі | 315              | 126              | 174              | 300              | 379              | 71      | 31      | 37      | 68      | 50      |

### Збірна
| Рік                | Команда            | Турнір             | Місце              | І  | Г | П | О  | ШХ |
| ------------------ | ------------------ | ------------------ | ------------------ | -- | - | - | -- | -- |
| 2011               | Данія              | ЮЧС18 D1           | 11-е               | 5  | 0 | 2 | 2  | 14 |
| 2012               | Данія              | МЧС                | 10-е               | 5  | 2 | 2 | 4  | 0  |
| 2013               | Данія              | МЧС D1A            | 15-е               | 5  | 1 | 1 | 2  | 4  |
| 2015               | Данія              | ЧС                 | 14-е               | 5  | 0 | 0 | 0  | 4  |
| 2016               | Данія              | ЧС                 | 8-е                | 8  | 0 | 0 | 0  | 0  |
| 2016               | Данія              | Квал. ОІ           | DNQ                | 3  | 0 | 1 | 1  | 0  |
| 2017               | Данія              | ЧС                 | 12-е               | 7  | 0 | 1 | 1  | 0  |
| 2018               | Данія              | ЧС                 | 10-е               | 2  | 0 | 0 | 0  | 0  |
| 2019               | Данія              | ЧС                 | 11-е               | 7  | 2 | 1 | 3  | 4  |
| 2021               | Данія              | ЧС                 | 12-е               | 4  | 0 | 0 | 0  | 0  |
| 2022               | Данія              | ОІ                 | 7-е                | 5  | 0 | 1 | 1  | 0  |
| 2022               | Данія              | ЧС                 | 9-е                | 7  | 2 | 4 | 6  | 4  |
| 2023               | Данія              | ЧС                 | 10-е               | 7  | 1 | 1 | 2  | 6  |
| Молодіжна збірна   | Молодіжна збірна   | Молодіжна збірна   | Молодіжна збірна   | 15 | 3 | 5 | 8  | 18 |
| Національна збірна | Національна збірна | Національна збірна | Національна збірна | 55 | 5 | 9 | 14 | 18 |